# Idris flaviceps
Idris flaviceps är en stekelart som först beskrevs av Alan Parkhurst Dodd 1915.  Idris flaviceps ingår i släktet Idris och familjen Scelionidae. Inga underarter finns listade i Catalogue of Life.